# 血战长空
《血战长空》，原名《逆风起飞》，是2010年由高希希（希世纪影视）执导的一部空军题材电视剧，于2012年6月21日在安徽卫视、东南卫视、湖北卫视、云南卫视上星首播。本剧主要讲述中国抗日战争时期中国空军的生活，由 邵兵、沙溢、李依晓、吴京安等人主演。

## 演员
- 高云天( 邵兵 饰)
- 马昕蓝( 李依晓 饰)
- 刘长岭( 沙溢 饰)
- 陈香梅( 林心如 饰)
- 高妻( 牛莉 饰)
- 周至柔( 吴京安 饰)
- 山本康夫( 杨树泉 饰)
- 刘毅夫( 于滨 饰)
- 何应钦( 霍青 饰)
- 柳鸣生( 李雨轩 饰)
- 徐士业( 徐海乔 饰)